# CzMarv
czMarv, vlastním jménem Vladimír Marvan (* 29. srpna 1992 Praha), je český streamer, youtuber, a semi-profesionální hráč hry Counter-Strike 2, respektive Counter-Strike: Global Offensive.

## Život a kariéra
Narodil se v roce 1992, žije v Praze. Po základní škole vystudoval podnikatelskou soukromou střední školu 1.KŠPA na Kladně. V mládí pracoval na Letišti Václava Havla.

### Působení na sociálních sítích
Od roku 2015 je aktivní jako tvůrce obsahu na sociálních sítích. V srpnu 2015 dosáhl na svém YouTube kanále hranice jednoho tisíce odběratelů, k roku 2024 má jeho kanál téměř 100 tisíc odběratelů, na platformě Twitch.tv pak přes 150 tisíc sledujících. Na obou platformách tvoří obsah převážně ze hry Counter-Strike 2, která je zároveň jeho nejoblíbenější videohrou. V hrách Counter-Strike: Global Offensive a Counter Strike 2 strávil dohromady přes 10 000 hodin.
Na YouTube natáčel v minulosti do hry CS:GO tutoriály, později začal na kanál nahrávat hlavně záznamy odehraných her. Na platformě Twitch pak živě vysílá jednotlivé zápasy, předzápasovou přípravu na jednotlivých herních mapách, ale také interaguje s komunitou a příležitostně reaguje na různá videa nebo hraje jiné videohry, někdy společně s dalšími streamery.
K roku 2024 je jedním z 500 nejsledovanějších Counter-Strike streamerů na platformě Twitch a jeden ze sta nejsledovanějších českých streamerů bez ohledu na vysílaný obsah.

### Videohry
Videohry, například Wolfenstein nebo Doom, hrál již od útlého dětství, a doprovází ho po celý život. Na platformě Steam vlastní přes 2 tisíce videoher. V minulosti hrál vedle hry Counter-Strike například také Team Fortress 2, Fortnite, Valorant, Dead by Daylight, ale také hry jako Fall Guys nebo Tap Ninja.
Hru Counter-Strike hrál poprvé v dětství. Nový titul Counter-Strike: Global Offensive mu představil jeden z kolegů během toho, co pracoval na Letišti Václava Havla.[zdroj?]

#### E-sport
V průběhu své kariéry se zúčastnil několika méně či více profesionálních e-sportových turnajů. Poloprofesionálně začal nejprve působit v roce 2020 v tehdy nové hře Valorant, když působil v týmu Vikingekrig Esports. V roce 2020 vyhrál jeho tým několik domácích (československých) turnajů, k roku 2021 se nicméně opět vrátil ke hře Counter-Strike.[zdroj?]
V únoru 2021 se zúčastnil CS:GO exhibice v rámci projektu Battlegrounds. V té vedl vlastní tým s názvem czMarv. Později v roce se zúčastnil kvalifikace na HAL 3000 MČR Tour a na turnaj CEE Champions.
V říjnu 2022 se se spoluhráčem worteggem kvalifikoval na turnaj Red Bull Flick 2022. Dne 23. října 2022 se v rámci turnaje zúčastnil československého velkého finále, ze které do mezinárodní části turnaje v dánské Kodani nepostoupil, když hrál proti mistrům České republiky.
V únoru 2024 se tým zvaný MyšMaž nečekaně kvalifikoval pod jeho vedením na československý turnaj ve hře Counter-Strike 2 Tipsport CS Winter. Na turnaji tým působil pod organizací Lan Party Hotel. Týmu se pod jeho vedením nečekaně dařilo a podařilo se mu postoupit do skupinové fáze turnaje. V ní v březnu 2024 hráli proti nejlepším československým týmům, do vyřazovací části se nicméně týmu probojovat nepodařilo. Nedlouho poté však byl pozván k účasti v mezinárodní lize SCL. Pod záštitou organizace Lan Party Hotel se poté účastnil kvalifikace také v květnu 2024 a v červenci 2024.